# 백두 용암대지
백두 용암대지(白頭熔岩臺地)는 백두산 남동쪽의 현무암 대지이다.
제4기 홍적세(洪積世)에는 백두화산대의 열하를 따라 대략 백두산과 남동쪽 설령(雪嶺)·만탑산(萬塔山)과 거의 일직선상의 수많은 분출공(噴出孔)에서 유동성의 현무암이 대분출하였다. 그 용암류는 남북 400km, 동서 240km의 넓이를 가졌다. 즉 서쪽은 허천강(虛川江), 동쪽은 서두수(西頭水), 남쪽은 단천의 북대천(北大川) 상류, 북쪽은 중국 동북지방의 목단강(牧丹江) 계곡을 따라 닝구타(寧古塔)에 이르는 광대한 지역에 현무암 용암지대를 형성하였다. 현무암층은 몇 단계로 되어 있으며 이것은 현무암의 분출 횟수, 즉 화산활동의 횟수를 나타낸다. 그 층후(層厚)는 현무암의 분출량을 나타내는데 평균 200  300ｍ이며, 500  600ｍ 되는 곳도 있다. 백두산 부근에는 500ｍ 내외로서 두텁고, 주변을 향하여 가면서 점점 엷어진다. 백두산 동측 삼지연(三池淵： 둘레 2km, 깊이 3ｍ)에서 신무성(神武城)을 지나 원지(圓池)에 이르는 사이의 고도 1,500ｍ 지역, 반경 30km의 광막한 평탄면을 천리천평(千里千坪)이라 일컬어 왔으며, 이것이 모식적(模式的)인 용암대지의 부분이다. 그리고 곳곳에 습원(濕原)이 있는데 이는 현무암의 풍화 토양인 점토가 퇴적된 결과 빗물의 투수가 불량한 와지(窪地)에 이루어진 것이다.